# Lyskamm Orientale
Lyskamm Orientale är ett berg i Schweiz på gränsen till Italien. Det ligger i distriktet Visp och kantonen Valais, i den södra delen av landet. Toppen på Lyskamm Orientale är 4 527 meter över havet.
Terrängen runt Lyskamm Orientale är hmycket bergig. Den högsta punkten i närheten är Dufourspitze, 4 634 meter över havet, 2,9 km nordost om Lyskamm Orientale.
Trakten runt Lyskamm Orientale består i huvudsak av kala bergstoppar och idformationer.